# 일본의 태국 침공
일본의 태국 침공은 1941년 12월 8일에 발생한  일본 제국과 태국 사이의 전쟁이다. 태국 남부에서의 격전에도 불구하고, 저항은 휴전이 끝나기 몇 시간 전밖에 지속되지 않았다.

## 배경
일본은 태평양 전쟁의 개전과 동시에 필리핀과 말레이 방면으로 침공하여 남방의 요지를 공략할 작전 계획을 세웠다. 영국령 말라야와 버마를 침략한 일본은 태국의 항구와 철도, 비행장을 사용할 필요가 있었다. 이곳 태국은 말레이와 버마에 대한 작전 수행을 위해 반드시 통과해야 하는 통로였다. 또한 이후에도 일본이 두 방면에 작전을 벌이기 위한 기지로 인도차이나와 함께 미리 확보해 둘 필요가 있는 곳이었다.
1941년 1월 이후 현안이었던 일본 - 태국 간의 군사적 긴밀 관계 설정은 진전이 없었다. 일본은 태국 총리 쁠랙 피분송크람을 친일 성향이 강한 인물로 생각하고 있었다. 그러나 당시 태국 내에는 친영 세력이 강했고, 당시의 국제 정세 하에서 태국 총리가 일본에 협력적인 태도를 취할 수 없는 사정도 짐작하고 있었다. 일본이 영국과 전쟁을 시작하자 두 세력의 눈치를 봐야 하는 입장에 선 태국은 중립을 오래 유지할 수 없었다. 결국 두 세력 중 하나를 선택해야 했다.
일본도 태국을 남방작전의 기반으로 끌어들이고 싶었지만, 일본이 조기에 군사동맹을 제안하면 그 정보는 영미와 네덜란드에게 전달되어 그 목적을 달성할 수 없는 상황이었다. 일본이 태국과 교섭을 통해 긴밀한 군사적 관계를 수립하려면 무력 발동 직전에 하는 것이 최선이었다.
1941년 11월 13일, 대 태국 시책의 개요를 대본영 정부 연락 회의에서 결정했다. 11월 23일, 대본영 정부 연락 회의는 구체적 조치로 〈대 태국 조치 요령〉을 결정하고, 이를 현지 육해군 최고 지휘관과 주 태국 대사에게 지시했다.
1941년 12월 4일 새벽, 말레이 상륙 주력 부대 선단은 산야항을 출발하고 타이만으로 향하고 있었다.육로로는 12월 6일경까지 근위 사단의 주력은 인도네시아 - 태국 국경 부근에서 준비를 끝내고, 공동 진입 작전을 준비하고 있었다.
태국 진주는 두 가지 문제점이 있었다. 첫째, 태국 총리에게 태국 진주 요구를 언제 할 것인지와 태국이 요청을 받아들인다면 언제 육로에 진입을 시작할 것인지 두 가지였다. 태국과의 교섭 시작은 개전일 0시, 육로로의 침입 시작은 개전일의 여명 무렵으로 결정했다. 평화적 진주는 정오경까지이며, 타이와의 교섭 개시부터 진입 개시까지의 시간적 여유가 많은 편이 좋았다. 개전일의 해가 뜰무렵에는 상륙부대가 이미 상륙해 있을 것이므로 언제까지나 진입 시작을 기다릴 수도 없었다.
당일인 12월 8일 자정, 태국 총리와 연락이 닿지 않았다. 새벽 1시 50분, 태국의 외무장관, 재무장관에게 태국 영토 통과와 저항하지 않으면 적대행위를 하지 않겠다고 제의했다.

## 일본의 침공

### 1941년 12월 8일 이전
태국(타이 왕국) 육군은 남부를 포함하여 새로운 군부대 설립을 시작하였다.:
- 춤폰
  - 제38보병대대 주둔
- 나콘시탐마랏
  - 제39보병대대 주둔
  - 제15포병대대 주둔
- 뜨랑
  - 제40보병대대 주둔
- 송클라
  - 제5보병대대 주둔
  - 제41보병대대 주둔
  - 제13포병대대 주둔
- 빠따니
  - 제42보병대대 주둔

## 여파
쁠랙 피분송크람의 휴전 체결 결정은 윈스턴 처칠이 구상한 태국과의 동맹 구축 계획이 사실상 물거품이 되었다. 또한 그는 일본이 태국을 본거지로 영국영 말라야를 침략하는 것을 인정해주었다. 그렇게 되어, 휴전 후 몇 시간 내에 일본의 중대 비행기는 인도차이나로부터 송클라 이륙장으로 날아갈 수 있게 되었고, 따라서 단거리로 말라야와 싱가포르의 전략적 요충지 공습을 수행할 수 있게 되었다. 휴전 즈음, 대영 제국과 미국은 태국을 일본 제국의 점령지로 여기었다.

## 같이 보기
- 대동아공영권
- 팔굉일우
- 국수주의 (일본)
- 제2차 세계 대전 기간 방콕 폭격
- 프랑스-태국 전쟁
- 쓰지 마사노부